# Landschaftspflegeverband
Landschaftspflegeverbände sind dienstleistende gemeinnützige Vereine zur Förderung der Landschaftspflege, deren Vorstandschaft gleichberechtigt mit Vertretern der Kommunalpolitik, der Landwirtschaft und des Naturschutzes besetzt sind. Satzungsgemäße Ziele eines Landschaftspflegeverbandes sind z. B. der Erhalt der vielfältigen artenreichen Kulturlandschaft, die Unterstützung der ortsansässigen Landwirte durch Akquisition von Fördergeldern, die Stärkung regionaler Wirtschaftskreisläufe. Auch haben Landschaftspflegeverbände zum Ziel, über Umweltbildungsangebote für die Bevölkerung die Natur erlebbar zu machen. Sie organisieren und koordinieren anstehende Naturschutzmaßnahmen, holen Kostenvoranschläge ein, beantragen Fördermittel und prüfen die fachgerechte Erledigung von Pflegemaßnahmen vor Ort.
Die Idee der Landschaftspflegeverbände entstand 1986 in Bayern. Erste Landschaftspflegeverbände wurden in Mittelfranken (von Josef Göppel) und in Niederbayern (Kelheim) gegründet. Der Dachverband der deutschen Landschaftspflegeverbände ist der Deutsche Verband für Landschaftspflege e. V. Am 7. Juni 2023 wurde Landcare Europe auf europäischer Ebene gegründet. Der internationale Dachverband verknüpft mehr als 250 Landschaftspflegeorganisationen in elf EU-Mitgliedsstaaten mit mehr als 2.000 Fachangestellten.